# Средь бела дня
«Средь бела дня» (англ. The Cold Light of Day, дословный перевод: «Холодный свет дня») — остросюжетный боевик режиссёра Мабру Эль Мекри. Премьера в Великобритании состоялась 6 апреля 2012 года, в России — 23 августа, в США фильм вышел 7 сентября.

## Сюжет
Уилл Шоу прилетает в Испанию из Сан-Франциско в отпуск погостить на неделю на яхте с семьёй. Практически сразу он узнаёт, что его компания обанкротилась, потом из-за его небрежности поранилась Дара, девушка его брата Джоша, и отец выбросил в море его телефон… Уилл решает отправиться развеяться в город в магазин, а по возвращении обнаруживает, что вся его семья пропала. Он обращается в полицию, там пытаются его задержать, но его спасает отец — Мартин Шоу. Мартин рассказывает сыну, что на самом деле он агент ЦРУ, и их семью похитили из-за него, так как израильтяне думают, что он украл у них некий дипломат, который они хотят вернуть в обмен на жизнь семьи. На самом деле дипломат украден коррумпированным агентом Джин Керрак. У Мартина есть 24 часа на спасение. Он звонит своему партнёру Джин Керрак и договаривается о встрече в Мадриде. Однако вслед за тем, как Мартин рассказал о необходимости вернуть дипломат, его убивает снайпер. Уилл забирает пистолет и телефон отца, после чего сбегает. Ответив на звонок телефона, Уилл узнаёт, что некий Том непременно должен вернуть дипломат, иначе семья Уилла будет убита.
Уилл идёт в посольство США, но там ему предлагают адвоката, так как он обвиняется в убийстве полицейского. Из посольства его забирает Керрак, которая пытается расспросить Уилла о последних контактах отца. Уилл ей не верит и опять сбегает. В журнале звонков он обнаруживает номер Диего Калдеры, которому отец очень часто звонил, и, придя к нему в контору, обнаруживает его племянницу Люсию Калдера, а сам Диего чуть позже оказывается убит Керрак и её снайпером. Люсия видит в телефоне Мартина его фото и спрашивает у Уилла, откуда там фото её отца Тома.
Уилл приходит на встречу с похитителями, и они ему рассказывают, что не являются на самом деле террористами, а Уиллу, чтобы спасти семью, необходимо выманить Керрак до сделки, на которой она намеревалась продать дипломат израильтян.

## В ролях
- Генри Кавилл — Уилл Шоу
- Вероника Эчеги — Лючия Калдера
- Брюс Уиллис — Мартин Шоу
- Сигурни Уивер — Джин Керрак
- Кэролайн Гудолл — Лори Шоу
- Рафи Гаврон — Джош Шоу
- Оскар Хаэнада
- Лоло Эрреро — Рейнальдо
- Эмма Гамильтон — Дара
- Джозеф Моул — Горман
- Джим Пиддок — Меклер
- Палома Блойд — Кристина
- Майкл Бадд — Исмаил
- Ли Шеуорд
- Рошди Зем — Захир